# 流散博物馆

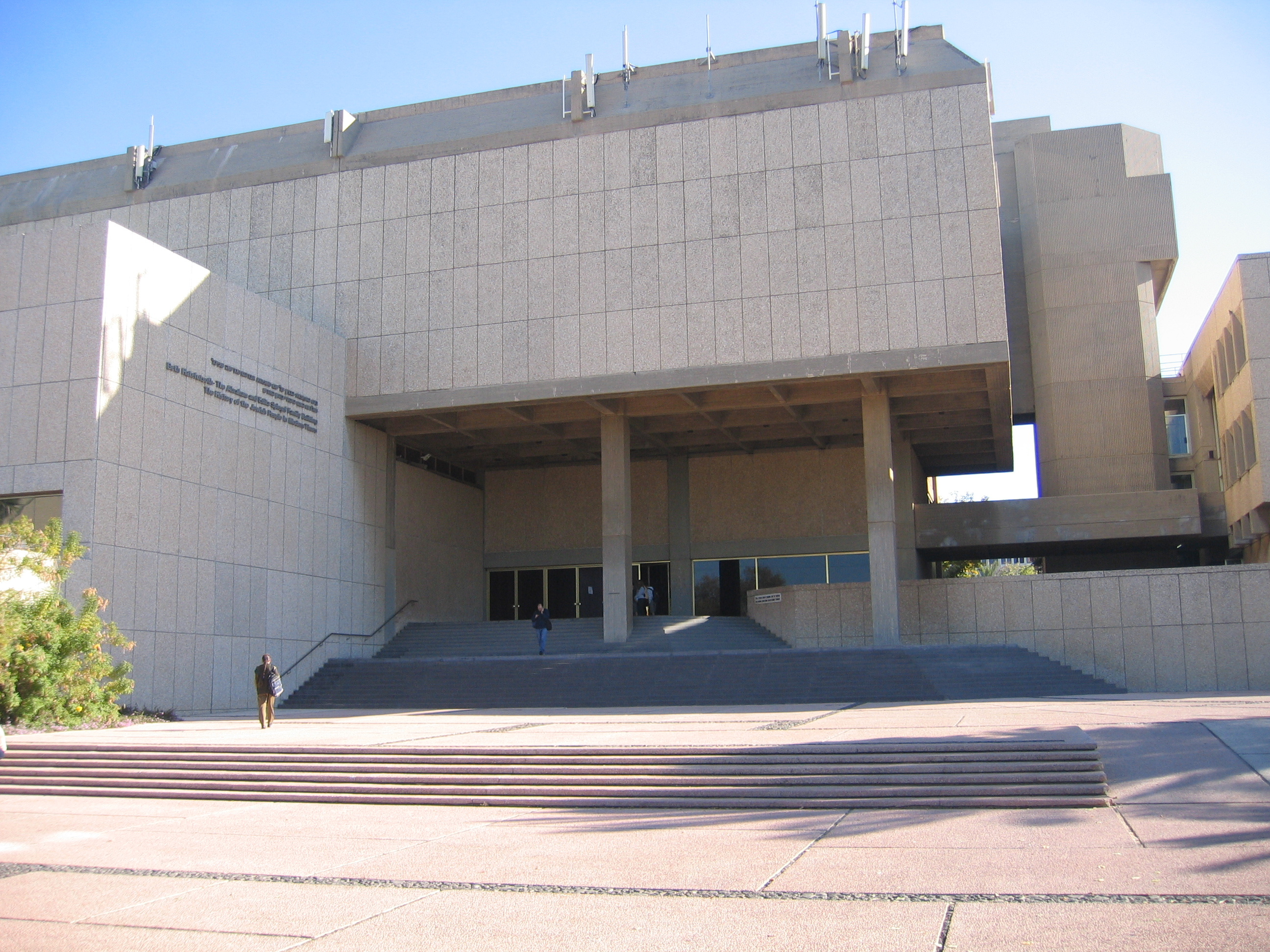

犹太散居博物馆（希伯來語：בית התפוצות），又名犹太民族博物馆，是一十分独特和具有创新意识的博物馆，主要反映犹太人的历史、文化和信仰。博物馆位于以色列特拉维夫大学内，致力于讲述犹太民族的历史，增进犹太人的民族认同感。该博物馆也是一个通过犹太教育促进犹太人之间相互认同的中心场所。

## 历史
该博物馆于1978年5月建成对外开放，是当时世界上最为先进的博物馆之一。该博物馆的建立由时任世界犹太人大会主席的纳赫姆·古德曼（Nahum Goldman）最先提出。犹太散居博物馆为参观者提供了搜寻自己家族史的可能。它建有自己的数据库，可以从中查找自己的家谱、自己名字的起源，以及自己所在社团的历史。2011年，以色列政府制定了相关的政策，更新了博物馆的技术设备。
犹太散居博物馆是世界上最大的专门展示犹太民族及其历史的博物馆之一。博物馆的展品包括照片、文献、电影、音乐、地图等。通过这些展品讲述犹太人的流散历史，展示不同时期不同地区犹太人的会堂、住房和手工作坊。博物馆还收集了大量与犹太人流散史相关的电影和音乐。
博物馆的展品按照6个不同的主题进行展出。每个展区都有供参观者进行研讨的场所。这种展示方式由诗人阿巴·科夫纳提出。他认为这一方式可以更好地展示犹太人2600多年的流散历史。
博物馆有为中国游客制作的中文普通话版音频指南以及中文资料，让中国游客可以无语言障碍地参观博物馆。博物馆还特别设有定居中国哈尔滨和开封的犹太人社区的展览，并为他们的犹太教教堂建造了等比例模型。